# Gölkonak, Yenişarbademli
Gölkonak là một xã thuộc huyện Yenişarbademli, tỉnh Isparta, Thổ Nhĩ Kỳ. Dân số thời điểm năm 2011 là 361 người.